# نافارو غراي
نافارو غراي (بالإنجليزية: Navarro Gray)‏ هو محامي أمريكي، ولد في 30 سبتمبر 1979.